# Биттер (пиво)
Биттер (Bitter, с англ. — «горький») — английский горький эль, сорт светлого эля. Хотя с английского и немецкого языков Bitter переводится как «горький», на самом деле этот эль имеет очень приятный вкус. Свое название он приобрел несколько веков назад, когда английские пивовары стали использовать хмель, придающий пиву горьковатый привкус. Типичный горький эль имеет цвет тёмной меди, хотя у некоторых специальных сортов оттенок варьируется от янтарного до бронзового. Характерная крепость — от 3 % до 7 %.

## Стиль
Биттер относится к сортам светлого эля. Имеет большое разнообразие крепости, вкуса и внешнего вида от золотистого до тёмно-янтарного эля. С малым содержанием, 3 % алкоголя — известен как англ. Boys Bitter, а с большим содержанием — 7 % — известен как Премиум Биттер или Крепкий Биттер. Цвет эля регулируется путем добавления карамельного солода.

## Подтипы биттера

### Светлый эль (Light ale)
Английский термин, описывающий Биттер с малым содержанием алкоголя.

### Обычный биттер (Session или ordinary bitter)
Крепость до 4,1 % алк. Появился в противовес охмеленному европейскому лагеру. Цвет чаще янтарный. Вкус солодовый, сладковатый из-за использования карамельных солодов, который сочетается с древесной горечью островных хмелей. В аромате кармель, легкая цветочность. Не стоит путать с IPA, с более экстремальным охмелением, которое проходит насухую.

### Лучший или специальный биттер (Best or special bitter)
Крепость от 4,2 % до 4,7 %. В Великобритании на биттер с крепостью выше 4,2 % приходилось лишь 2,9 % продаж пабов в 2003 году.

### Премиум или крепкий биттер (Premium или strong bitter)
Крепость от 4,8 % и более. Также известен как Extra Special Bitter, или в Канаде и США как ESB (ESB является торговой маркой, принадлежащей пивоварне Fuller’s из Великобритании). Известный пример — Samuel Smith’s India Ale.

### Золотой эль (Golden ale)
Золотой, или летний эль очень похож на светлый эль по характеристикам и внешнему виду.